# Ponte (Formazza)
Ponte (Zumstäg o Zum Steg in tedesco, Zumschtäg o Zer Briggu in walser) è una frazione e sede del comune di Formazza, nella provincia del Verbano-Cusio-Ossola. Tenendo conto della quota altimetrica (1285 m s.l.m.), è una delle località più nevose in Italia.

## Toponimo
Il nome della frazione si riferisce alla presenza di quello che un tempo era l'unico ponte sul fiume Toce della strada che raggiunge il paese da Fondovalle.

## Monumenti e luoghi di interesse
Vi si trova la chiesa di Santa Caterina. Consacrata il 25 novembre 1661, la chiesa è stata ampliata nel 1884. L'ultimo restauro risale al 1986-1987.
A nord della frazione si trova la centrale idroelettrica di Ponte.

## Cultura Walser
Nella frazione è presente anche una scuola con una multiclasse per i bambini della scuola elementare dove si impara ancora la lingua walser.
Al termine del paese, verso la frazione Brendo, si trova la più antica casa formazzina, la Casa Forte, ora adibita a museo Walser, che era la antica sede dell'ammano, il capo della colonia walser.
La casa risale al XIV secolo e fu fatta costruire dal notaio e mercante Antonio I esattamente nel 1569. L'edificio è interamente in pietra dalle fondamenta al tetto, un'anomalia rispetto all'architettura tradizionale Walser, per questo venne chiamata dai valligiani "Stein Haus", in seguito in italiano Casa Forte.